# أوليجيو
أوليجيو هي بلدية في مقاطعة نوفارا في منطقة بيدمونت الإيطالية ، وتقع على بعد حوالي 90 كيلومتر (56 ميل) شمال شرق تورينو وحوالي 15 كيلومتر (9 ميل) شمال نوفارا . اعتبارًا من 31 ديسمبر 2004 ، كان عدد سكانها 12490 نسمة ومساحتها 37.8 كيلومتر مربع (14.6 ميل2) . 
من بين كنائسها في القرن العاشر التي ما زالت على الطراز الرومانسكي سان ميشيل .

## الجغرافية
تقع أوليجو على حدود البلديات التالية: بيلينزاغو نوفاريس ، مارانو تيسينو ، ميزوميريكو ، مومو ، فابريو داجوجنا ، وفيزولا تيتشينو .

## روابط خارجية
- www.comune.oleggio.no.it/